# 東南方言 (朝鮮語)

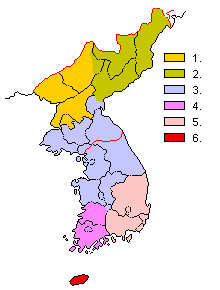
朝鮮語の方言区画図（小倉進平）。薄いピンク色の領域が東南方言の使用地域である。

東南方言（とうなんほうげん、동남 방언）は、朝鮮半島の東南部で用いられている朝鮮語の方言である。使用地域は慶尚道地域（現在の慶尚南道・慶尚北道・釜山広域市・大邱広域市・蔚山広域市）とほぼ一致し、嶺南方言（れいなんほうげん、영남 방언）や慶尚道方言（けいしょうどうほうげん、경상도 방언）とも呼ばれる。

## 音韻

### 音韻体系の特徴
地域によって若干の差はあるが、概して単母音は /ㅏ, ㅓ, ㅗ, ㅜ, ㅣ, ㅐ/ の6母音体系である。ソウル方言の /ㅓ/ と /ㅡ/ が /ㅓ/ に合流し、/ㅐ/ と /ㅔ/ が /ㅐ/ に合流している。/ㅓ/ の音声はソウル方言とは異なり、中舌母音 [ə] である。/ㅐ/ はソウル方言の若年層と同じく、[ɛ] と [e] の中間音である。
|              | ソウル方言   | 東南方言     |
| ------------ | ------------ | ------------ |
| 언어（言語） | /어너/ [ɔnɔ] | /어너/ [ənə] |
| 은어（隠語） | /으너/ [ɯnɔ] | /어너/ [ənə] |

一部の地域では鼻母音を持つ。主に [n]，[ŋ] といった鼻音が [i] と結合するときに鼻母音となる。
- [aĩda] ＜ 아니다 （違う）

半母音には /j/ と /w/ の2種があるが、出現環境に制約がある。とりわけ /w/ は語頭以外の位置や /ㅏ/ 以外の母音の前ではほとんど現れない。
- /사가/ ＜ 사과 （りんご）

子音は、濃音 /ㅆ/ を持たない地域が多い。従って、ソウル方言の「사다」（買う）と「싸다」（包む）は、ともに /사다/ と発音される。

### アクセント
東南方言は日本語に類する弁別的な高低アクセントを持ち、アクセントの違いにより単語の意味を区別する。
- 말이 ― アクセントが「高低」ならば「馬が」、「低高」ならば「言葉が」の意

### 音韻変化
東南方言には以下のような特徴的な音韻変化がある。
母音の前舌化が広く見られる。母音 /ㅏ, ㅓ, ㅗ, ㅜ/ が /i/ あるいは /j/ を含む音節の直前で、それぞれ /ㅐ, ㅐ, ㅐ, ㅣ/ と発音される。なお、類似の前舌化現象はソウル方言でも見られる。
- /매키다/ ＜ 막히다 （塞がる） cf. ソウル方言：/매키다/
- /매기다/ ＜ 먹이다 （食べさせる） cf. ソウル方言：/메기다/
- /앵기다/ ＜ 옮기다 （移す） cf. ソウル方言：/웽기다/
- /지기다/ ＜ 죽이다 （殺す） cf. ソウル方言：/쥐기다/

軟口蓋音の /ㄱ, ㅋ, ㄲ/ は 母音 /i/ および半母音 /j/ の前で口蓋化し /ㅈ, ㅊ, ㅉ/ となる。
- /질/ ＜ 길 （道）

同様に、喉頭音 /ㅎ/ は 母音 /i/ および半母音 /j/ の前で口蓋化し /ㅅ/ となる。
- /심/ ＜ 힘 （力）

語頭における平音の濃音化が広く見られる。
- /까자/ ＜ 과자 （菓子）

## 文法
以下に、東南方言に特徴的な文法的形式を中心に記述する。

### 体言
東南方言に特徴的な体言語尾には、以下のようなものがある。
- 主格：-이가（ソウル方言：-이）
  - 가심이가 아푸다． （胸が痛い）
- 対格：-로（ソウル方言：-를/-을）
  - 물로 묵고 （水を飲んで）
- 与格：-인대（ソウル方言：-에게）
  - 이거 나인대 잇던 거 아이가? （これ俺のところにあったやつじゃないの？）
- 共格：-캉（ソウル方言：-와/-과）
  - 내캉 가치 가자． （俺といっしょに行こう）

### 用言

#### 活用
用言の-아-/-어-形（第Ⅲ語基形）において、陽母音語幹の場合でも -어- が付くことがある。
- 받어- （受けて）

また、母音語幹の-아-/-어-形においては、ソウル方言とは異なる縮約形となるものがある。
- 비비- （混ぜて） cf. ソウル方言：비벼-
- 조- （くれ） cf. ソウル方言：줘-

ソウル方言の変格用言のうち、ㅂ変格とㅅ変格は東南方言では正格用言として現れる。
- 덥어- （暑く） cf. 標準語：더워-
- 낫아- （治って） cf. 標準語：나아-

一方、南部の東南方言では、動詞「묵다（食べる）」が以下のように変格用言として現れ、「ㄱ変格」とでも言うべき様相を呈している。
| ソウル方言 | 東南方言 |
| ---------- | -------- |
| 먹-        | 묵-      |
| 먹으-      | 무우-    |
| 먹어-      | 무우-    |

#### 叙述形
叙述形には以下のような形式がある。
- -ㅁ니더/-심니더 （上称）
- -내 （等称）
- -ㄴ다/-넌다 （下称）

ソウル方言の略待上称（해요体）に相当する形としては、-얘 を付ける形がある。
- 여기 잇어얘. （ここにあります）
- 여기 잇넌대얘. （ここにありますが）

#### 疑問形
疑問形には以下のような形式がある。
- -ㅁ니꺼/-심니꺼 （上称）
- -넌교/-（으）ㄴ교 （上称）
- -넌가/-（으）ㄴ가 （等称）
- -나 （下称）

東南方言の疑問形の最大の特徴は、判断疑問と疑問詞疑問とで形式が異なりうる点である。この区分があるのは等称と下称であり、判断疑問の場合には母音 ㅏ で終わる形式が、疑問詞疑問の場合には母音 ㅗ で終わる形式が用いられる。
|      | 判断疑問          | 疑問詞疑問        |
| ---- | ----------------- | ----------------- |
| 等称 | -넌가/-（으）ㄴ가 | -넌고/-（으）ㄴ고 |
| 等称 | -나               | -노               |

- 집애 가넌가? （家に行くのか）
- 어대 가넌고? （どこに行くのか）

従って、疑問詞が未知の意味（「何、だれ」など）でなく不定の意味（「何か、だれか」など）で用いられている場合は、疑問詞疑問形でなく判断疑問形が用いられる。ソウル方言では区別のつかない形が東南方言では区別されることになる。
- 거기 누가 잇나? （そこにだれかがいるのか；疑問詞が不定、判断疑問文）
- 거기 누가 잇노? （そこにだれがいるのか；疑問詞が未知、疑問詞疑問文）

なお、体言が述語の場合の下称疑問形は、ソウル方言とは異なり指定詞を介さずして疑問形語尾 -가, -고 が体言に付きうる。この形式は中期朝鮮語にも見られる古い特徴である。
- 이건 니 책이가? （これはお前の本か；判断疑問文）
- 이건 누구 책이고? （これはだれの本か；疑問詞疑問文）

#### 命令形・勧誘形

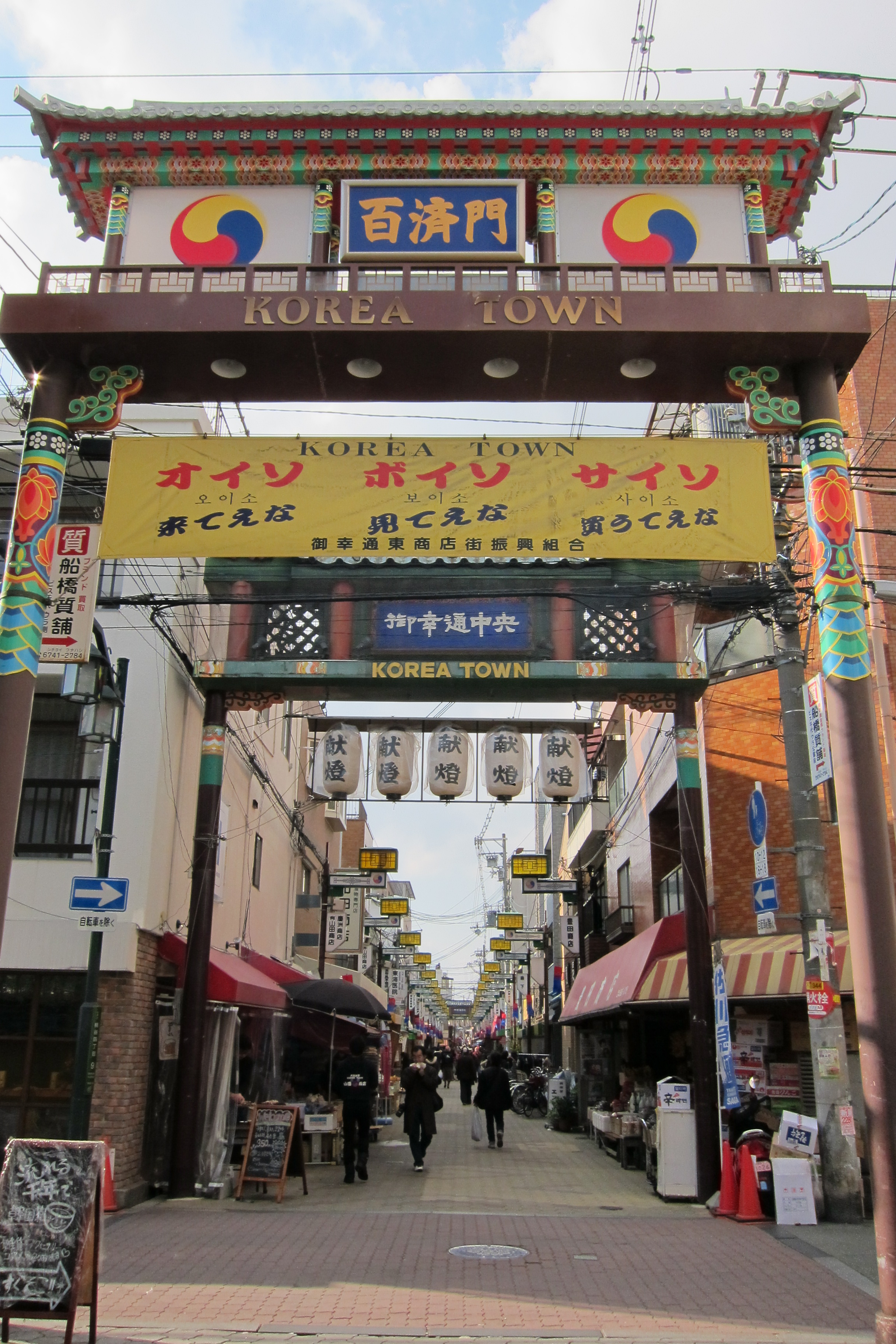
大阪弁訳が添えられている오이소、보이소、사이소。大阪市の生野コリアタウンにて。

命令形には以下のような形がある。-거라 はソウル方言ではほとんど用いられないが、東南方言では盛んに用いられる。
- -（으）시이소, -（으）이소 （上称）
- -（아/어）라 〜 -거라 （下称）

勧誘形には以下のような形がある。
- -（으）입시더 （上称）
- -자 （下称）

#### 否定形
不可能を表すソウル方言の否定副詞 못 に相当するものとして、東南方言に 몬 がある。
- 몬 하다（できない）, 몬 오다（来られない）

#### 引用形
引用形を作る語尾は -꼬 （ソウル方言：-고）である。-꼬 の直後に用言 하다 が来るときは、融合して -카다 という形で現れる。
- 머라꼬예? （何ですって?） cf. ソウル方言：뭐라고요?
- 머라캣노? （何て言ったんだ?） cf. ソウル方言：뭐라고 했냐?

#### 連体形
連体形のうち過去連体形として、過去接尾辞 -앗-/-엇-（ソウル方言の -았-/-었- に相当）に非過去連体形 -넌（ソウル方言の -는 に相当）が付いた -앗넌/-엇넌 という形がある。
- 밥 무웃넌 사람 （飯食べた人）

## 語彙
語中に ㅂ と ㅅ が現れる単語のいくつかは、古い音形を維持しているものである。これらは中期朝鮮語において ㅸ と ㅿ で現れる場合があるものである。
| 東南方言 | ソウル方言 | 中期朝鮮語 | 日本語 |
| -------- | ---------- | ---------- | ------ |
| 새비     | 새우       | savi       | エビ   |
| 무시     | 무우       | muzu       | 大根   |

（中期朝鮮語のローマ字は福井玲式による翻字である。以下同じ）
中期朝鮮語の母音「ㆍ（アレア）」はソウル方言では一般に ㅏ へ移行したが、東南方言ではそのうち唇音の直後に位置するものが ㅗ へ移行するものがあった。
| 東南方言 | ソウル方言 | 中期朝鮮語 | 日本語 |
| -------- | ---------- | ---------- | ------ |
| 폴       | 팔         | p@r        | 腕     |
| 뽀리다   | 빠르다     | sb@r@-     | 速い   |

方言固有の語彙には以下のようなものがある。そのうちのいくつかは西南方言（全羅道方言）と共通するものがある。
| 東南方言 | ソウル方言 | 日本語 |
| -------- | ---------- | ------ |
| 머시마   | 사내아이   | 男     |
| 가시나   | 계집아이   | 女     |

親族に関連する語彙は、慶尚道に本籍を持つ在日韓国・朝鮮人の間において、現在でも比較的よく用いられている。
| 東南方言 | ソウル方言 | 日本語 |
| -------- | ---------- | ------ |
| 아부지   | 아버지     | 父     |
| 어무이   | 어머니     | 母     |
| 아재     | 삼촌       | おじ   |
| 아지매   | 고모，이모 | おば   |

日本におけるチヂミやチョレギといった料理名は、東南方言に由来するとされる。